# Morten Behrens
Morten Behrens (Bad Segeberg, Alemania, 1 de abril de 1997) es un futbolista alemán que juega en la posición de portero en el S. C. Preußen Münster de la 2. Bundesliga de Alemania.

## Trayectoria
Morten Behrens llegó al primer equipo del Hamburgo S. V. en 2019 pero no llegó a disputar ningún partido oficial. En julio de 2019 se hizo oficial su traspaso al 1. F. C. Magdeburgo hasta 2021.

## Clubes
| Club                      | País     | Año       |
| ------------------------- | -------- | --------- |
| Hamburgo S. V. II         | Alemania | 2016-2018 |
| Hamburgo S. V.            | Alemania | 2018-2019 |
| 1. F. C. Magdeburgo       | Alemania | 2019-2021 |
| S. V. Darmstadt 98        | Alemania | 2021-2024 |
| Waldhof Mannheim (cedido) | Alemania | 2022-2023 |
| S. C. Preußen Münster     | Alemania | 2024-     |